# H1 수용체 대항제
H1 수용체 대항제(H1-antihistamine)는 항히스타민제의 하나로, 히스타민의 효과를 차단하거나 줄이려는 제재이다. 히스타민은 내생(endogenous)의 화학 매개자로서 히스타민 H1 수용체의 작용을 통해서 알레르기 반응때 나온다. 이의 유일한 치료제는, 히스타민 수용체의 활동을 억제하는 항히스타민제이다. 다른 히스타민을 억제하는 제재도 있지만 이들은 항 히스타민제가 아니다.
보통 우리가 말하는 항 히스타민제는 H1-수용체 억제제 또는 다른 이름으로 H1-항히스타민을 말한다. 사실 이것은 수용체 억제제가 아니라 히스타민 H1 수용체의 기능을 억제하는 것이다.

## 1세대 약물 (비선택적, 고전적)

### 분류
| 계열                         | 설명 | 해당 약물 |
| Ethylenediamine계            | Ethylenediamine계 약물들은 치료하기에 효과적인 약물로 개발된 첫 번째 H1 수용제 대항제이다. | - Mepyramine (Pyrilamine) - Antazoline                                                                                 |
| Ethanolamine계               | Diphenhydramine은 이 계열 약물의 원형으로 쓰인 약물이었다. | - Diphenhydramine - Carbinoxamine - Doxylamine - Clemastine - Dimenhydrinate                                           |
| Alkylamine계                 | 이 계열 약물의 작용에서 이성질성은 아주 중요한 요소이다. 예를 들면 E-triprolidine은 Z-triprolidine보다 1000배 더 효력이 있다. 이 차이는 약물 분자가 H1 수용체의 결합부위와 어떻게 위치하여 들어맞는가와 관련이 있다. Alkylamine계 약물은 약간의 졸음과 위장관 부작용과 연관이 있는 것으로 생각되지만, 역설적인 중추신경계 자극은 비교적 더 넓은 범위이다. | - Pheniramine - Chlorphenamine (Chlorpheniramine) - Dexchlorpheniramine - Brompheniramine - Triprolidine - Dimetindene |
| Piperazine계                 | 이 약물들은 ethylenediamine계 및 ethanoamine계 약물들과 구조적인 연관성이 있다. 중대한 항콜린성 부작용을 나타낸다. 사용되는 질환으로는 주로 멀미, 현기증, 구역질, 구토에 종종 쓰인다. 2세대 약물인 cetirizine도 이 계열에 속한다. | - Cyclizine - Chlorcyclizine - Hydroxyzine - Meclizine                                                                 |
| Tricyclic계 및 Tetracyclic계 | 이 계열 약물들은 phenothiazine계 정신질환 약물과 고리 내 치환이나 체인의 특성에서 차이가 있다. 2세대 약물인 loratadine도 이 계열에 속한다. | - Promethazine - Alimemazine (Trimeprazine) - Cyproheptadine - Azatadine - Ketotifen                                   |

## 2세대 및 3세대 약물 (선택적, 진정작용 감소)

### 2세대 약물
2세대 H1 수용체 대항제는 중추신경계의 히스타민 및 콜린 수용체보다 말초의 H1 수용체에 더 선택적인 새로운 약물이다. 이 선택성으로 인해 기존 약물과 동일하게 알레르기 현상을 효과적으로 진정시킴에도 진정작용과 같은 부작용의 발생이 의미있게 감소하였다. 이들 약물이 가지는 선택성의 이유는 생리적 pH(약 pH 7.4)에서 쌍극성이온이기 때문이다. 이런 이유로 생체내에서 극성이 강해진 약물들은 혈액-뇌 관문을 통과할 수 없게 되어 중추 신경계 외부에서 주로 작용하게 된다.
전신작용:
- Astemizole
- Ketotifen
- Cetirizine
- Loratadine
- Rupatadine
- Mizolastine
- Acrivastine
- Ebastine
- Bilastine
- Bepotastine
- Terfenadine
- Quifenadine

국소작용:
- Azelastine
- Levocabastine
- Olopatadine

### 3세대 약물
Third-generation H1-antihistamines 3세대 H1 수용체 대항제들은 효능을 높이고 적은 부작용을 가지기 위해 2세대 약물의 활성 enantiomer나(levocetirizine)
대사 산물을(desloratadine, fexofenadine) 이용한다. 실제로, fexofenadine은 terfenadine에 비해서 부정맥의 위험을 감소시켰다. 그러나 levocetirizine 또는 desloratadine이 cetirizine 또는 loratadine에 비해서 더 이점이 있다는 증거는 적다.

이 용어를 사용하는 것과 관련된 논쟁이 있다.

전신작용:
- Levocetirizine[5]
- Desloratadine[6]
- Fexofenadine[7]